# Horneland Rally

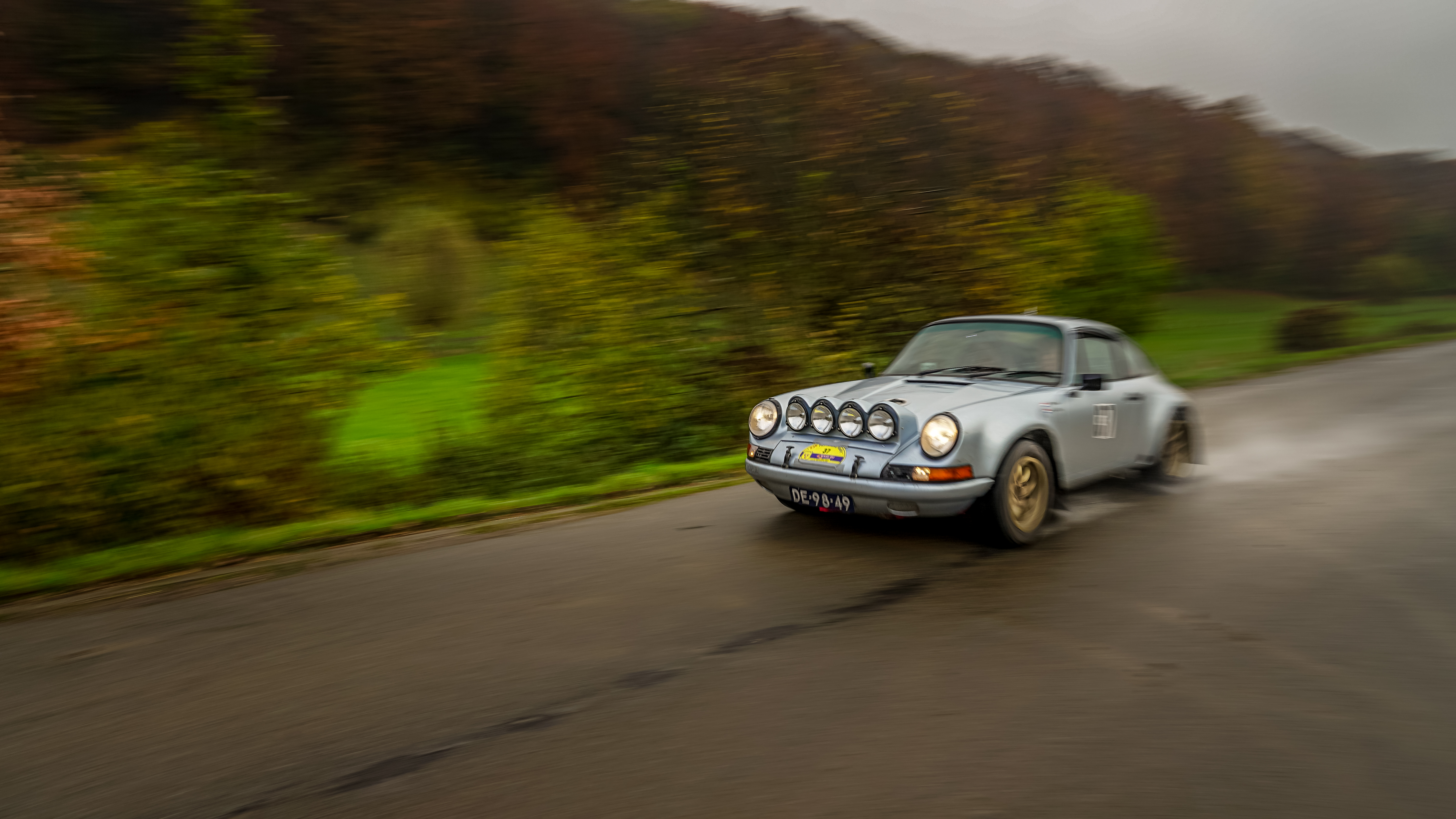
Porsche 911 op weg naar TC 47 van de Horneland Rally 2021

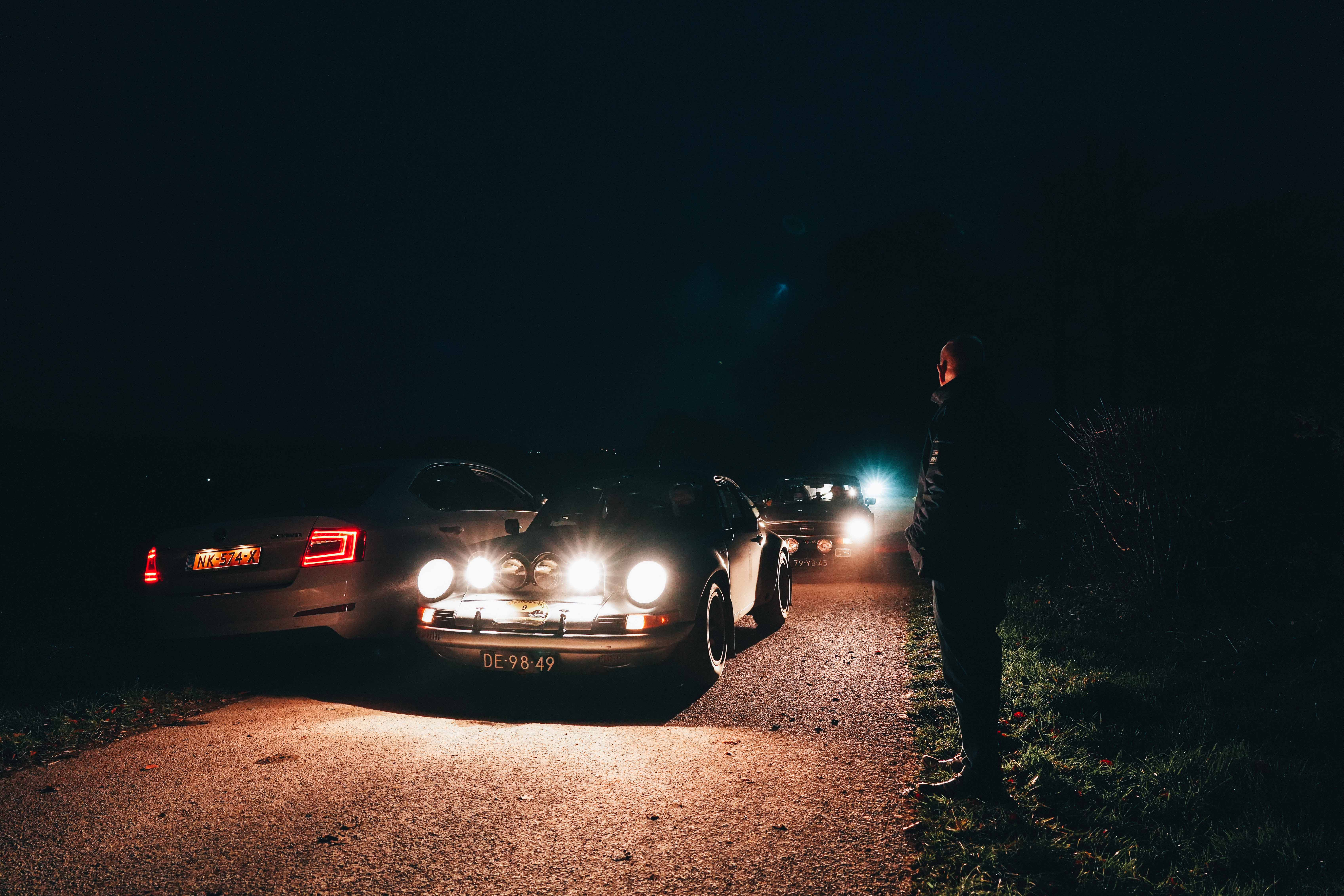
Tijdcontrole in de nacht

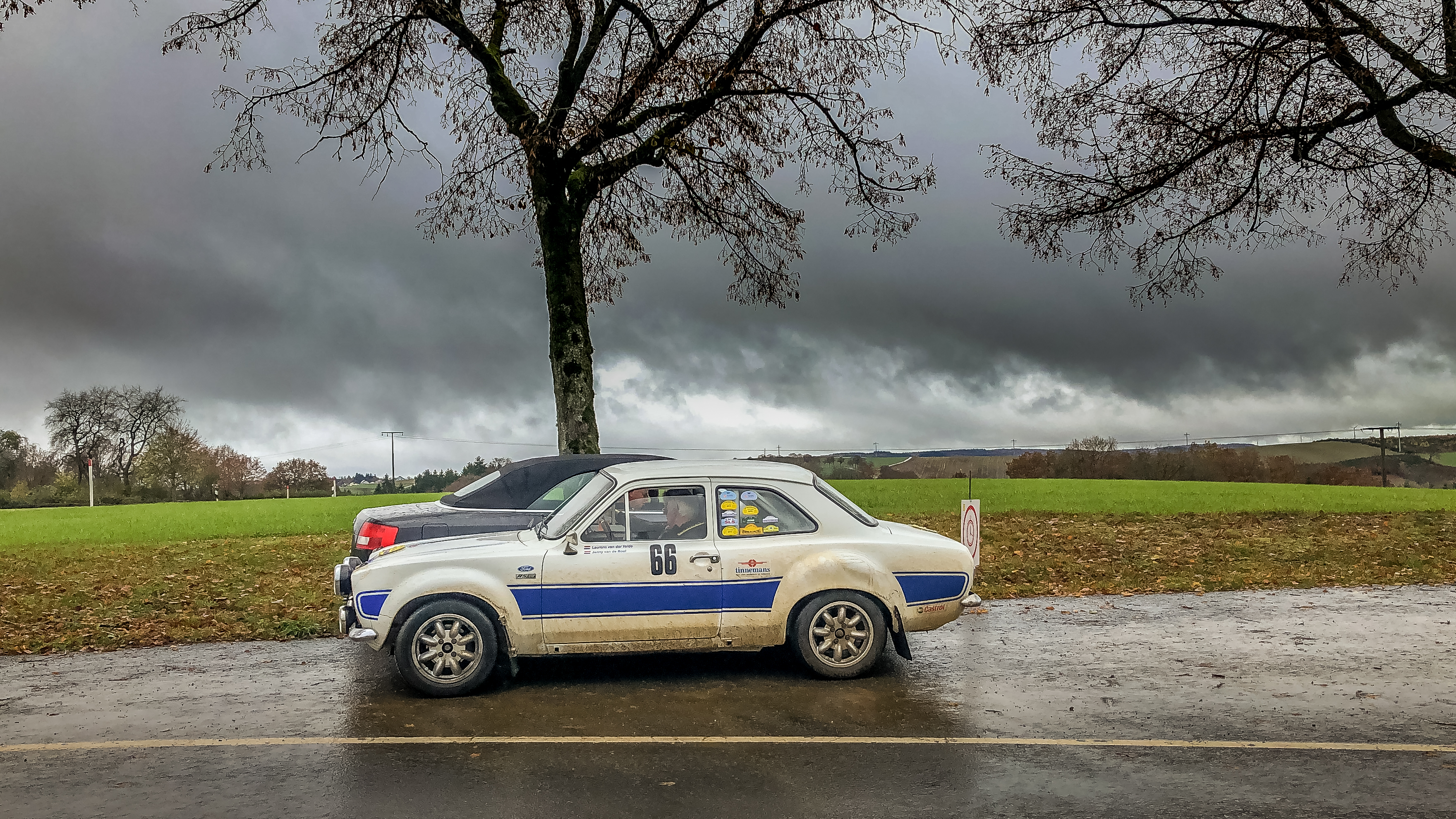
Equipe Van der Velde-Van de Boel klokken in bij een tijdcontrole

De Horneland Rally is een rally voor klassieke auto's. De wedstrijd start traditiegetrouw vanuit Weert. De deelnemende rally auto's moeten voor 1-1-1986 gebouwd zijn. De rally telt mee voor het Historisch Nederlands Rally Kampioenschap en staat bekend als een van de zwaarste historische rally's van de Benelux.
De bedenker van de Horneland Rally was Louis Dassen. Samen met Marcel van Mol en Arnold Nazarski heeft hij de eerste edities georganiseerd. De latere edities werden door Noud den Hartog, Andre van Zundert, Charles Lamberigts en Toine Verstappen georganiseerd. De eerste rally was in 1962. Rally's werden in die tijd op openbare wegen gereden. De Horneland Rally was 24 uur nonstop. Het kaartleessysteem wat gebruikt werd was "punt tot punt vrije route", ingetekend op een Michelinkaart. De punten dienden in nummervolgorde worden aangedaan. De gemiddelde snelheid lag tussen de 50 en 70 km/uur. Dit kaartleessysteem is nog steeds het meest eerlijke wat er is.
Door interne problemen werd er na 1973 geen Horneland Rally meer georganiseerd. In 1998 hebben Robert Wolter en Rene Smeets de draad weer opgepakt en is begonnen met het organiseren van een "historische" Horneland Rally. Aan een historische rally mogen (rally)auto's deelnemen die gebouwd zijn voor 1-1-1986. De rally heeft verschillende uitzetters gehad, eerst Rene Smeets, daarna Jan Berkhof, Andre Jetten, Eddy Smeets, Jan Timmers en de laatste jaren heeft Peter Rovers de route uitgezet.
De bedoeling was om de laatste rally, in 1973, zo nauwkeurig mogelijk na te rijden. Na vijf historische edities werd besloten om te stoppen met het doorrijden in de nacht. De organisatie vond het onverantwoord om de meer dan 100 deelnemers zonder rust 24 uur te laten rijden. Vanaf de zesde historische rally kwam er een overnachting in de rally. Traditiegetrouw wordt als wedstrijdgebied nog altijd de Belgische Ardennen en Luxemburg aangedaan.

## Palmares 1962-2021
Palmares 1962-1973
| Jaar | Equipe                      | Auto                      |
| ---- | --------------------------- | ------------------------- |
| 1962 | J. van Beek - J. Verschuren | ??                        |
| 1963 | Dries Jetten - Jan Horbach  | Vauxhall VX 4/90          |
| 1964 | Dries Jetten - Jan Horbach  | Vauxhall VX 4/90          |
| 1965 | Wil Tebra - Jan Tebra       | Simca 1500                |
| 1966 | Dries Jetten - Andre Jetten | Opel Kadett 1000S A Coupe |
| 1967 | Dries Jetten - Jan Horbach  | Opel Kadett Rallye 1100SR |
| 1968 | Ben Claus - Andre Jetten    | Opel                      |
| 1969 | Ben Claus - Andre Jetten    | Opel                      |
| 1970 | Geen Rally                  |                           |
| 1971 | Bert Dolk - Andre Jetten    | Opel                      |
| 1972 | Geen Rally                  |                           |
| 1973 | Bert Dolk - Bob de Jong     | Opel Ascona A             |

Palmares 1998-2021
| Jaar | Equipe                                    | Auto                        |
| ---- | ----------------------------------------- | --------------------------- |
| 1998 | Eddy van den Hoorn - Hans van Beek        | Volvo Amazone               |
| 1999 | Michel Oprey - Henk de Boer               | Porsche 911                 |
| 2000 | Man Bergsteyn - Hedi van de Kimmenade     | Opel Kadett GTE             |
| 2001 | Adrie Brugmans - Jaap Daamen              | Alfa Romeo GT               |
| 2002 | Hans van Beek - Gerard Heimerickx         | Alfa Romeo Guilia           |
| 2003 | Harm Lamberigts - Willy Cave              | Ford Escort MK1             |
| 2004 | Harm Lamberigts - Arthur Denzler          | Ford Escort MK1             |
| 2005 | Harm Lamberigts - Arthur Denzler          | Ford Escort MK1             |
| 2006 | Cor Meulen - Luc Hendrickx                | Porsche 911                 |
| 2007 | Harm Lamberigts - Arthur Denzler          | Ford Escort MK1             |
| 2008 | Harm Lamberigts - Arthur Denzler          | Ford Escort MK1             |
| 2009 | Harm Lamberigts - Arthur Denzler          | Ford Escort MK1             |
| 2010 | Harm Lamberigts - Arthur Denzler          | Ford Escort MK1             |
| 2011 | Joost Chermin - Marleen van Gent          | Volvo 121                   |
| 2012 | Peter Stox - Ad van der Werf              | Porsche 911 RS              |
| 2013 | Frank de Boer - Joost de Jong             | Alfa Romeo Giulia Sprint GT |
| 2014 | Giel van der Palen – Arjan van der Palen  | Porsche 911                 |
| 2015 | Giel van der Palen – Arjan van der Palen  | Porsche 911                 |
| 2016 | Eddy D'Hoe - Bjorn Vanoverschelde         | Opel Ascona B               |
| 2017 | Hans van Beek – Ad van der Werf           | Alfa Romeo Giullia          |
| 2018 | Kurt Vanderspinnen – Bjorn Vanoverschelde | Volvo 142                   |
| 2019 | Alexander Leurs – Bart den Hartog         | Opel Ascona A               |
| 2020 | Geen rally ivm Covid-19                   |                             |
| 2021 | Alexander Leurs – Bart den Hartog         | Opel Ascona A               |
| 2022 | Albert Boekel - Remco Luksemburg          | Alfa Romeo Giulia Sprint    |
| 2023 | Alexander Leurs - Bart den Hartog         | Opel Ascona A               |
| 2024 | Albert Boekel - Remco Luksemburg          | Alfa Romeo Giulia Sprint    |